# باغ گیاه‌شناسی باتومی
باغ گیاه‌شناسی باتومی (به انگلیسی: Batumi Botanical Garden) منطقه ای به مساحت ۱۰۸ هکتار در فاصله ۹ کیلومتری از شمال شهر باتومی، مرکز جمهوری خودمختار آجارستان، در کشور گرجستان است. در منطقه ای به نام دماغه سبز در ساحل دریای سیاه قرار گرفته و یکی از بزرگ‌ترین باغ‌های گیاه‌شناسی در اتحاد جماهیر شوروی سوسیالیستی سابق بوده‌است.

## پیشینه
طراحی باغ گیاه‌شناسی باتومی توسط متخصص گیاه‌شناس روسی، آندره نیکولایویچ کراسنوف، برادر ژنرال پیوتر کراسنوف در دههٔ ۱۸۸۰ آغاز گردید و در روز ۳ نوامبر ۱۹۱۲ به صورت رسمی افتتاح گردید. در طراحی این باغ، دو متخصص ماهر باغبانی و آذین گری فرانسوی و گرجی، وی را کمک نموده‌اند. کراسنوف در سال ۱۹۱۴ فوت نمود و در باغ به خاک سپرده شد، که هم‌اکنون منزلگاه قبر و مجسمه وی است.
در دورهٔ اتحاد جماهیر شوروی سوسیالیستی، از سال ۱۹۲۵، باغ به سمت مؤسسه اصلی مطالعه پیرامون فرهنگ‌های منطقه نیمه گرمسیری ساحلی قفقاز، توسعه و گسترش یافت.
در حال حاضر باغ از نه منطقه گیاه‌شناسی از نواحی اقلیم نیمه‌گرمسیری مرطوب قفقاز، شرق آسیا، نیوزیلند، آمریکای جنوبی، هیمالیا، مکزیک، استرالیا و دریای مدیترانه تشکیل شده‌است. مجموعه باغ، تعداد ۲۰۳۷ طبقه‌بندی گروه‌های گیاه چوبی، از جمله ۱۰۴ نژاد قفقازی را دربر گرفته‌است.
سابق بر این، باغ گیاه‌شناسی باتومی توسط آکادمی علوم گرجستان اداره می‌گردید. از سال ۲۰۰۶، مدیریت آن به سازمانی مستقل تبدیل گردیده‌است.